# 名古屋建築技能大学校
名古屋建築技能大学校（なごやけんちくぎのうだいがっこう）は、認定職業訓練による職業能力開発校。

## 概要
職業訓練法人愛知県建設センターが運営する。CADトレース技能審査（建築部門）試験認定校。
建設労働組合の愛知建設労働組合（愛建労）が事業主で業務を行う組合員が増え、後身の育成に当たり事業主団体とは別の組織、公益法人格の組織をもち、職業訓練における教育訓練活動を行う組織として発足。

## 訓練科

### 普通課程
普通職業訓練の普通課程として以下の3科がある。
- 大工技能養成科（修業年限：1年）
- 木造建築科（修業年限：高校卒業者は2年、中学卒業者は3年）
- 建築テクニカル科（修業年限：1年）

### 短期課程
普通職業訓練の短期課程として、建築士資格取得をサポートする各種の講座や講習会を随時行う。期間は1年未満で、夜間あるいは休日に実施。

## 沿革
- 1962年（昭和37年） - 旧職業訓練法に基づき、夜間課程の名古屋建設職業訓練所として発足。建築大工・左官の2種類の職種を教授。2年課程。
- 1963年（昭和38年） - 建具・屋根葺・タイル張り、板金科と職種を増やし、業種別組合と共同で訓練を実施。
- 1969年（昭和44年） - 会館建設のため現在の敷地を取得。職業訓練法による設備補助金により1971年竣工。
- 1972年（昭和47年） - 当時の労働省（現・厚生労働省）と愛知県知事認定の職業訓練法人愛知県建設センターを発足。名古屋建設高等職業訓練校開校。
- 1975年（昭和50年） - 建築製図科を併設。
- 1982年（昭和57年） - 建築科昼間部を開校。
- 1984年（昭和59年） - 昼間部だけの訓練とし、校名を名古屋建築技能大学校と改称。
- 1992年（平成4年） - 労働省（現・厚生労働省）及び愛知県より中小企業人材育成プロジェクト実施訓練校としての指定を受ける。
- 1994年（平成6年） - 建築施工系建築設計科（建築テクニカル科）を新設。
- 2006年（平成18年） - 雇用セーフティネット対策職業訓練を委託。求職者職業訓練を開始。CAD設計基本技術科を発足。
- 2008年（平成20年） - 伝統工法習得を目的に、大工技能養成科を新設。